# Phulia paranympha
Phulia paranympha är en fjärilsart som beskrevs av Otto Staudinger 1894. Phulia paranympha ingår i släktet Phulia och familjen vitfjärilar. Inga underarter finns listade i Catalogue of Life.

## Bildgalleri

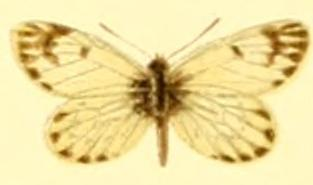
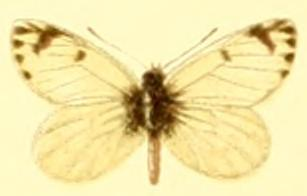